# 安東尼·柏金斯
安東尼·柏金斯（英語：Anthony Perkins，1932年4月4日—1992年9月12日），美國電影、舞台劇演員，代表作是在是亞弗列德·希區考克執導的恐怖片《驚魂記》之中，演出“諾曼·貝茲”一角，其他作品包括《東方快車謀殺案》、《第22條軍規》等，1992年因艾滋病逝世。

## 扩展阅读
- Bergan, Ronald. . London: Little, Brown and Company. 1995. ISBN 0-316-90697-2.
- Hilton, Johan. . Stockholm: Natur & kultur. 2015. ISBN 978-91-271-3430-0.

## 外部連結
- 互联网外百老汇数据库（IOBDB）上安東尼·柏金斯的資料（英文）
- 安東尼·柏金斯在互联网电影资料库（IMDb）上的資料（英文）
- TCM电影资料库上安東尼·柏金斯的资料（英文）